# Овербетюве
Овербетюве (нід. Overbetuwe, нід. вимова: [ˌoːvərˈbeːtyʋə] ( прослухати)) — муніципалітет у Нідерландах, у провінції Гелдерланд.
Утворений 1 січня 2001 року злиттям трьох колишніх муніципалітетів Елст, Гетерен та Валбюрг. Його адміністративним центром є місто Елст.

## Населені пункти муніципалітету
Міста
- Елст

Села
- Анделст
- Валбюрг
- Геммен
- Гервелд
- Гетерен
- Дріл
- Зеттен
- Остераут
- Рандвейк
- Слейк-Евейк

Селища
- Ам
- Лейнден

## Топографія
Нідерландська топографічна карта муніципалітету Овербетюве, червень 2015 року

## Визначні мешканці
- Ян Зварткрейс (1926 в Елсті – 2013) — головний тренер збірної Нідерландів з футболу в сезонах 1976/77 та 1978/81.

## Галерея

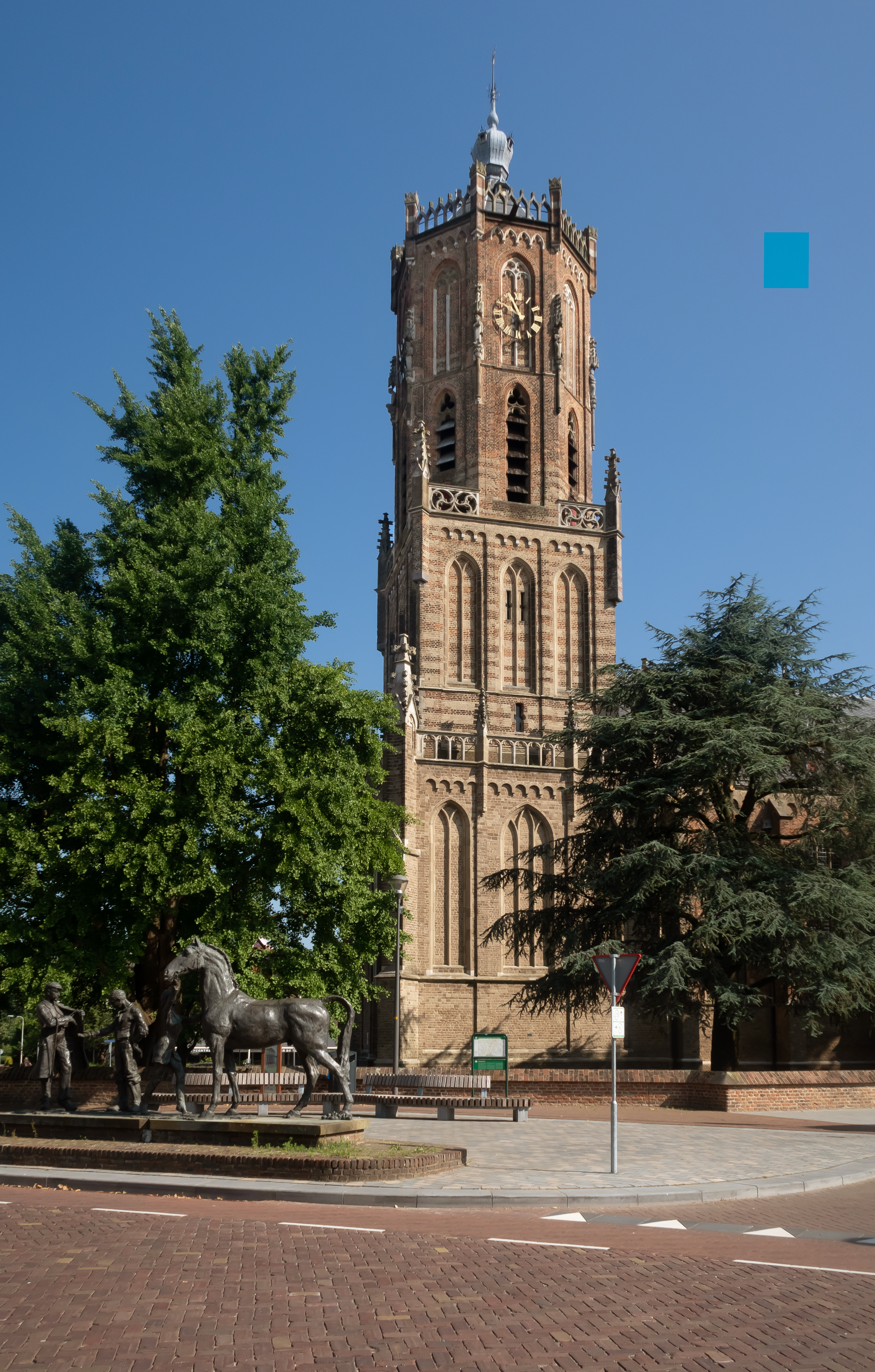
Церква в Елсті
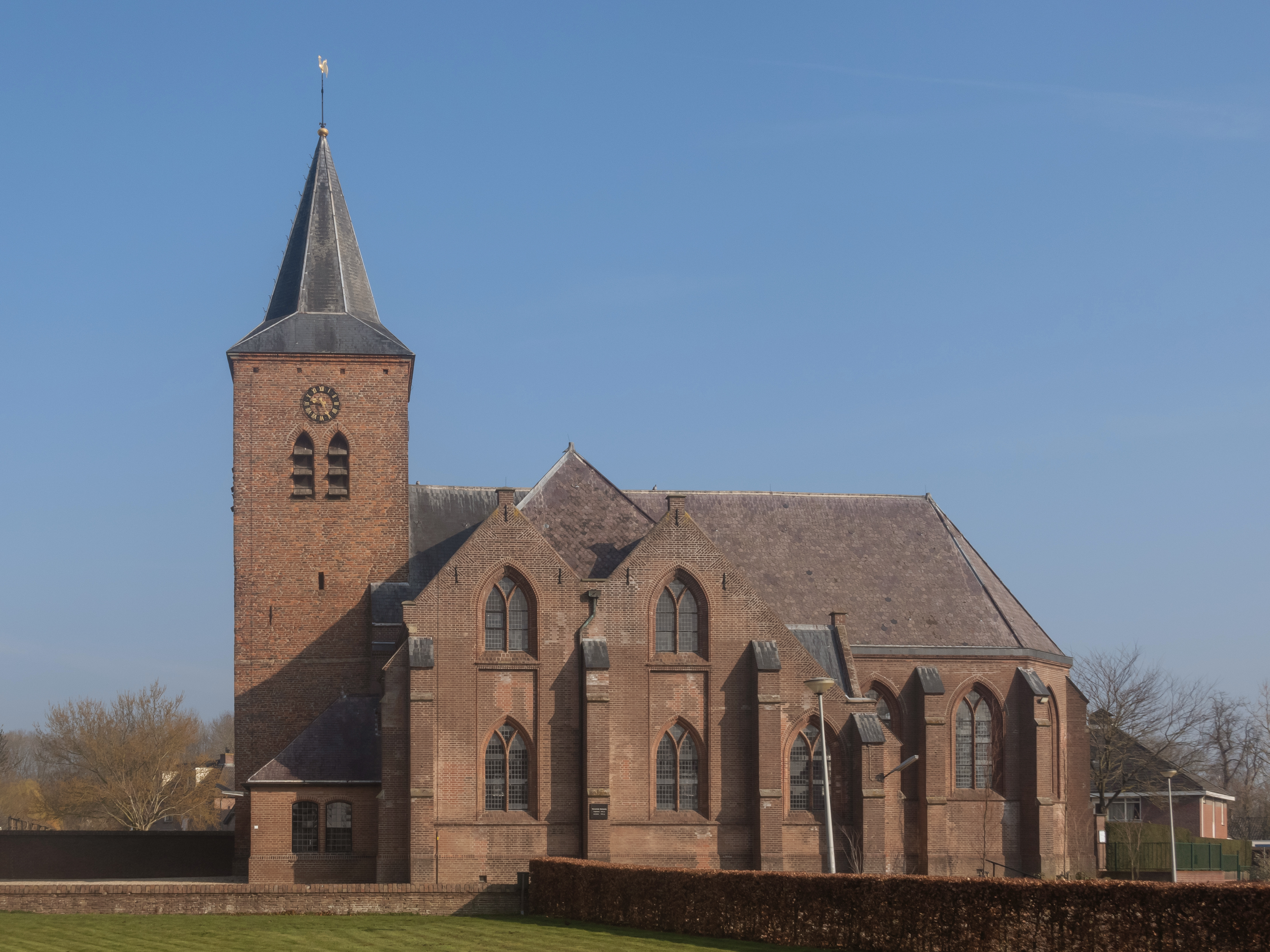
Церква в Зеттені
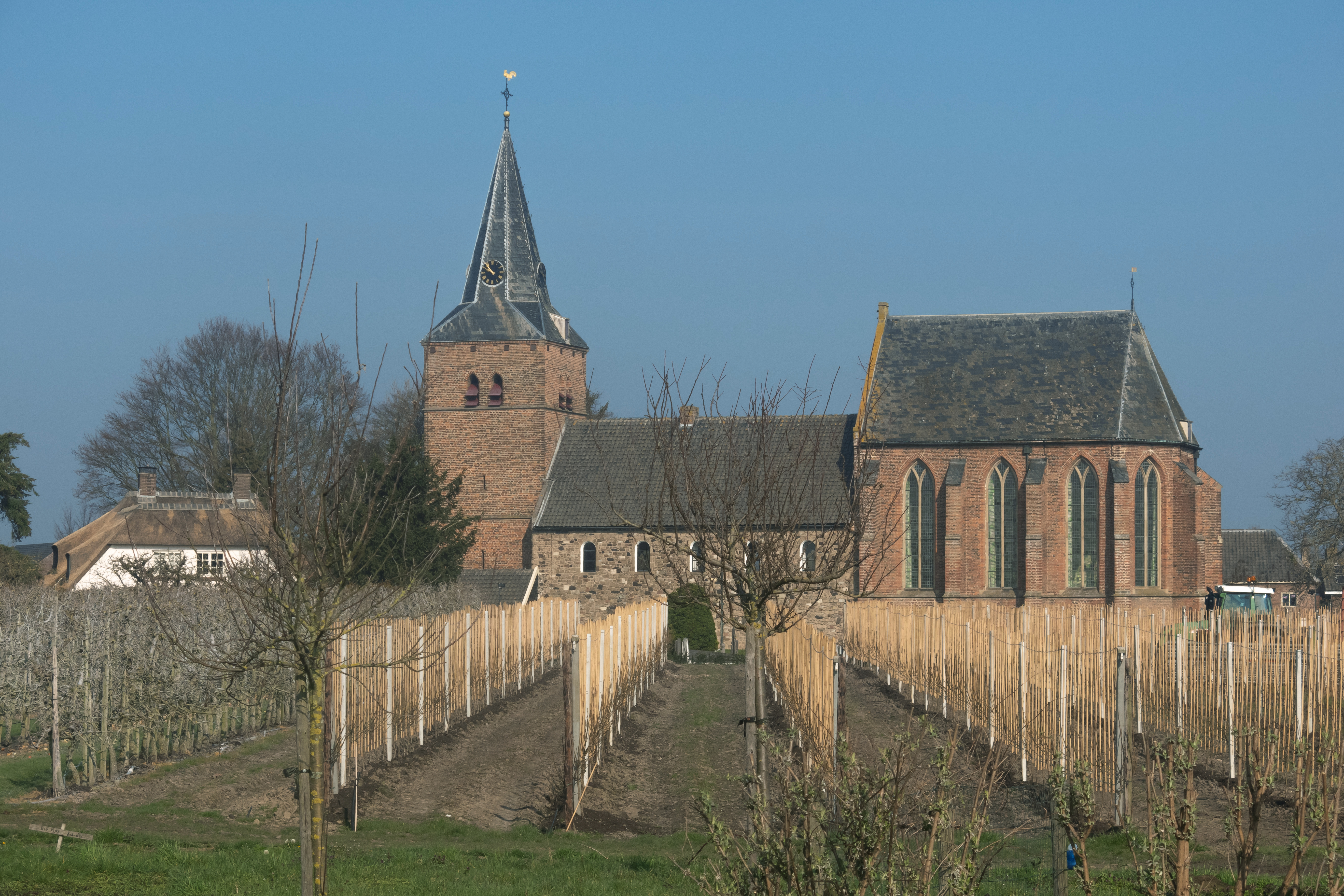
Реформистська церква в Анделсті
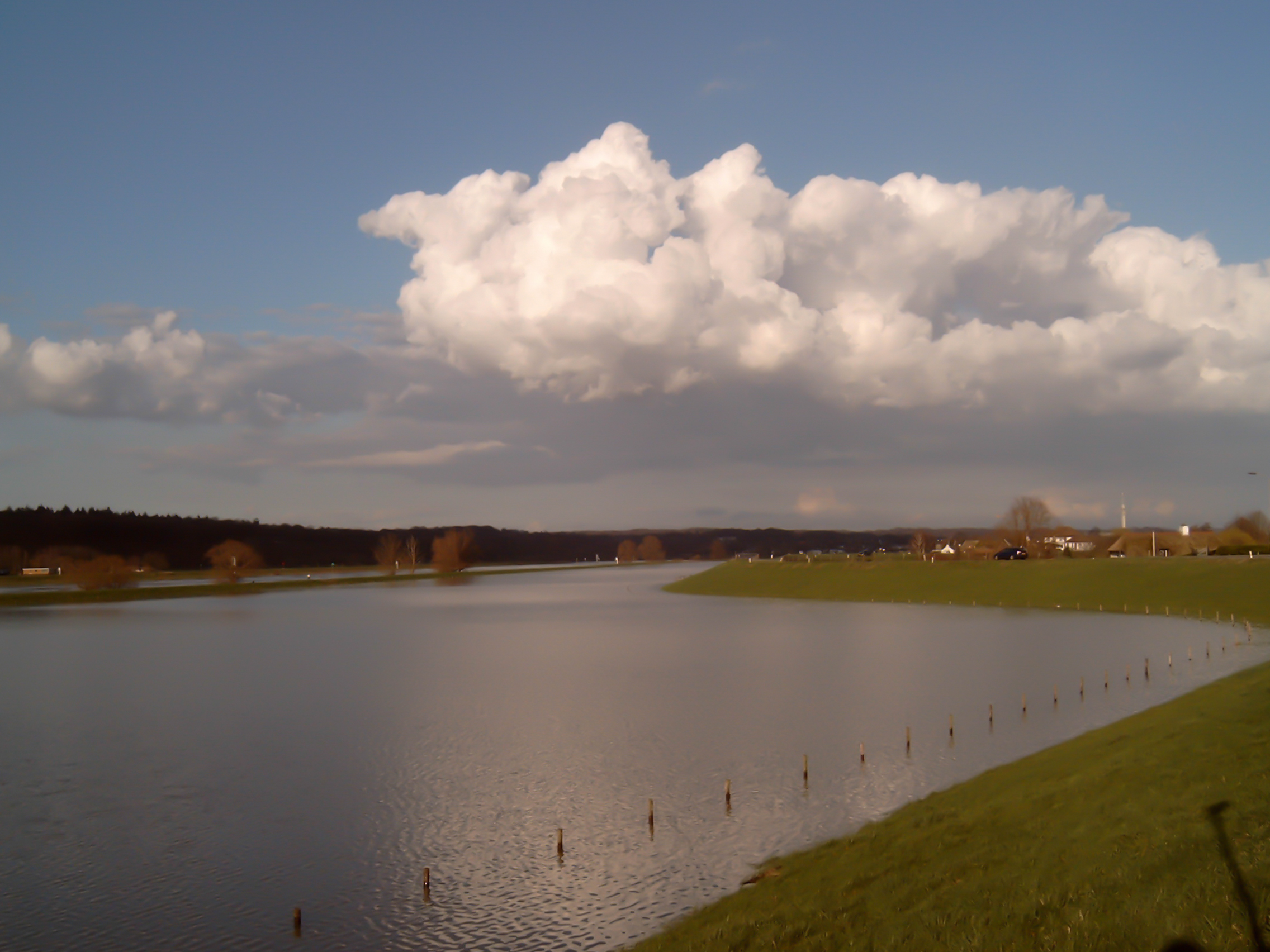
Течія Рейна в Дрілі
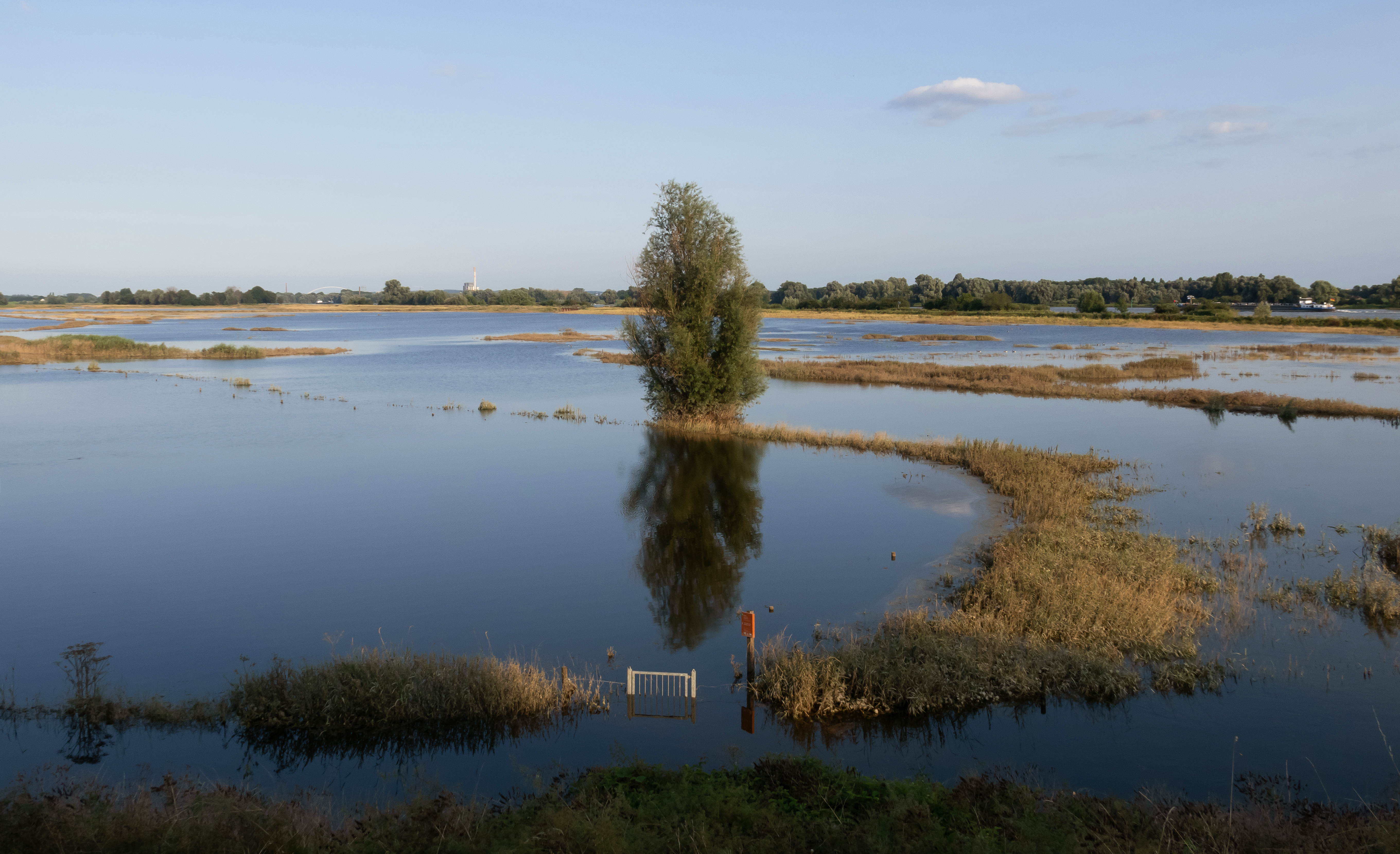
Розлив Вааля біля Слейк-Евейка